# ピロラプトル
ピロラプトル（Pyroraptor）は、フランスの白亜紀後期の地層から知られるドロマエオサウルス科の恐竜の属の一つ。単一の標本で知られる。1992年に南フランス・プロヴァンス地方でわずかな骨が見つかっているだけである。2000年にピロラプトル・オリンピウス Pyroraptor olympius として新種記載された。学名は山火事の後の現場で発見されたことに因み「オリンポス山の火の泥棒」を意味する。模式標本は独特な足の爪、歯、腕、脊椎からなる。後期カンパニアンから前期マーストリヒチアンの間の地質年代に生息していた。約7060万年前である。

## 特徴

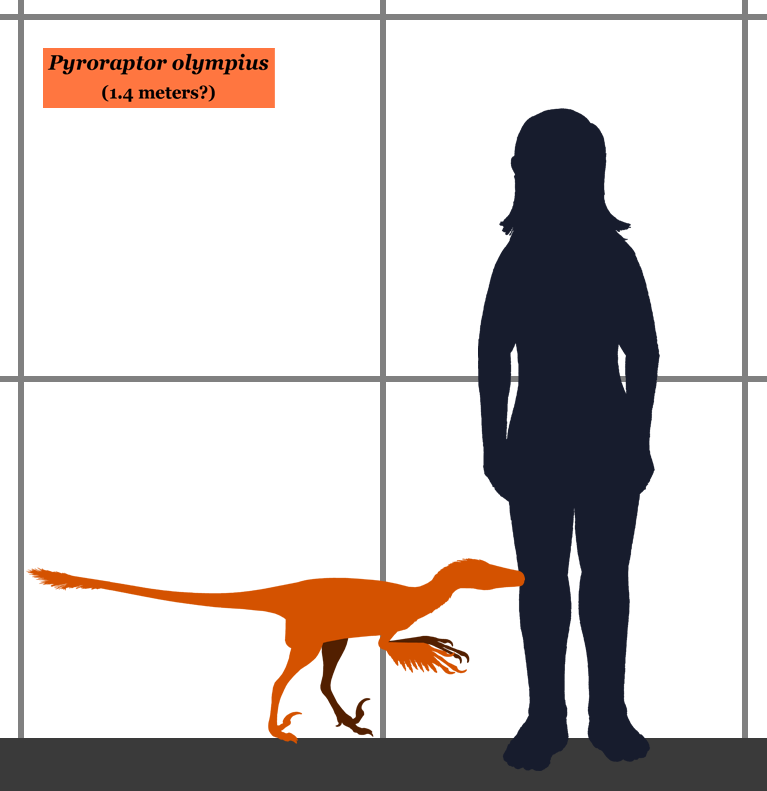
ヒトとのサイズ比較

ピロラプトルは小型の鳥に似た肉食獣脚類であるドロマエオサウルス類に属する。後肢第2指に湾曲した大きな鉤爪をもち、その長さは6.5センチメートルに達した。他のドロマエオサウルス類のように、その鉤爪は武器としてまたは木登りの補助として使われた可能性がある。ドロマエオサウルス類として、ピロラプトルは鉤爪を備えたよく発達した前肢をもっており、恐らく細長い尾と共に体のバランスをとっていた。科学者たちは、ピロラプトルがミクロラプトルやシノルニトサウルスのような他の多くの近縁の恐竜同様、羽毛に覆われていたと考えている。

## 化石

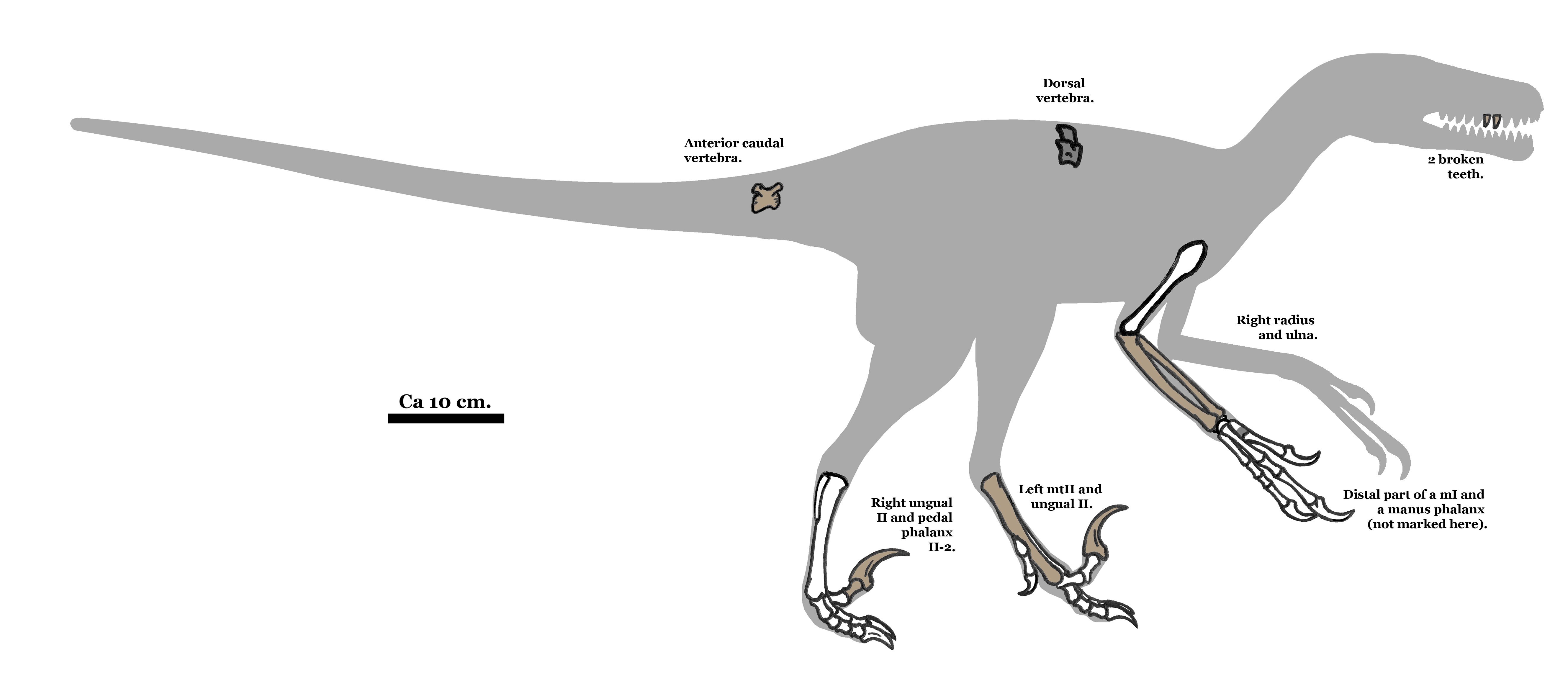
発見された化石の部位

現在見つかっている化石はおもに、                           
- 左爪の第2指骨
- 右爪の第2指骨
- 第2左中足骨
- 右尺骨
- 歯
- 尾前椎　　　　　　　　　　　　　　　である。

次のような他の生物の化石と混合されていた。
- ラブドドンの骨
- 殻の化石
- 亀の甲羅の化石の一部
- ワニの化石の一部[5]

## 大衆文化において
ディスカバリーチャンネルが2003年に放送したテレビ番組『ダイナソー・プラネット』では、第3話「ピロラプトルの漂流記」にて登場している。
2022年の映画『ジュラシック・ワールド/新たなる支配者』では、凍りついた湖の冷たい水中に身を潜めて標的を狩る描写がされていたが、実際にその能力があったかは確認できない。